# Cajamar
Cajamar (denominació oficial Cajas Rurales Unidas, Sociedad Cooperativa de Crédito) és un grup bancari de naturalesa cooperativa que desenvolupa la seva activitat en el camp dels serveis financers. La seva entitat capçalera és Cajamar Caja Rural, la cooperativa de crèdit espanyola més important.
Cajamar és una de les organitzacions empresarials més destacades del sector de l'economia social a l'Estat Espanyol, de base societària i de caràcter fundacional. D'acord amb els seus estatuts socials, la finalitat de l'entitat es concreta en la intermediació financera i en les operacions de suport a l'economia real, orientada al desenvolupament local, i als sectors productius, prestant una especial atenció al sector agroalimentari, i dirigint la seva activitat financera a l'economia familiar, als professionals autònoms i a la petita i mitjana empresa.

## Òrgans socials
Els òrgans socials de Cajamar Caja Rural són l'Assemblea General i el Consell Rector. Des de l'abril de 2016, el president de Cajamar Caja Rural és Eduardo Baamonde Noche.
Els presidents, durant la història de Cajamar Caja Rural, n'han estat:
- Jesús Durbán Remón, 1966-1973.
- Jesús Espinosa Godoy, 1973-1987.
- Miguel Quesada Belmonte, 1987-1992.
- Juan del Águila Molina, 1992-2006.
- Antonio Pérez Lao, 2006-2012.
- Juan de la Cruz Cárdenas Rodríguez, 2012-2016.
- Eduardo Baamonde Noche, desde abril 2016.

L'entitat té seus institucionals a Madrid, Barcelona, València, Màlaga, Múrcia, Palma, Castelló de la Plana, Valladolid i Almeria.

## Altres empreses del grup Cajamar
- Cajamar Gestión SGIIC, S.A.
- Cajamar Vida, S.A. de Seguros y Reaseguros.
- Cajamar Seguros Generales, S.A. de Seguros y Reaseguros.
- Cimenta2 Gestión e Inversiones.

## Història
L'entitat originària va ser fundada el 1963 per Juan de l'Àguila Molina i Jesús Durbán Remón; i va obrir les seves primeres oficines a 1966, amb la denominació Caja Rural Provincial de Almería. La Caixa va iniciar la seva expansió el 1989, a la qual cosa va contribuir la integració de la cooperativa Caja Rural del Campo de Cartagena i l'absorció d'oficines d'altres entitats (del Banco Urquijo, del Banc Sanpaolo i de Citibank).
La seva actual denominació data de l'any 2000, com a resultat de la fusió de la Caixa Rural d'Almeria i de la Caixa Rural de Màlaga. L'agost de 2007 es va fusionar amb la Caixa Rural del Duero, amb seu a Valladolid; el 2010 ho va fer Caixa Rural Balears i el 2011 ho ha fet amb la valenciana Caja Campo. El desembre de 2009, el Banc d'Espanya va autoritzar i va qualificar com a SIP la creació d'un grup bancari consolidable al voltant de Cajamar Caja Rural. Per això, es va formar una aliança amb Caja Campo, Caixa Rural de Casinos i Caixa Rural d'Albalat dels Sorells; i es va crear el Grup Cooperatiu Cajamar. En 2010 es van incorporar al Grup l'alacantina Caixapetrer i la valenciana Caixa Turís; el 2011 ho van fer Caixa Rural Castelló i Caixa Rural de Canàries. Entre 2010 i 2011, Caixa Rural de les Illes Balears i Caja Campo es van fusionar amb l'entitat capçalera, Cajamar Caja Rural.
El 15 de desembre de 2011, Cajamar Caja Rural i Ruralcaja anunciaren la seva fusió i la creació de Caixes Rurals Unides, Societat Cooperativa de Crèdit. Aquesta unificació dona lloc al nou Grup Cooperatiu Caixes Rurals Unides, format per 22 entitats, i que representa el 44,6% del negoci total del sector de les caixes rurals espanyoles, el 43% dels actius totals, 1 de cada 3 oficines i 1 de cada tres treballadors.